# Ingrid Segerlind-Lindblad
Ingrid Helen Sofie Charlotte Segerlind-Lindblad, född 22 november 1910 i Halmstad, död 12 februari 1995 i Falkenberg, var en svensk skulptör, målare, tecknare och textilkonstnär.
Ingrid Segerlind-Lindblad var dotter till boktryckaren Carl Gustaf Segerlind och Jenny Hägerström och från 1939 gift med inredningsarkitekten Bertil Lindblad. Hon studerade skulptur för Gustaf Sandberg och Ansgar Almquist på Högre konstindustriella skolan 1931–1936 samt silversmide för John Färngren 1931–1933. Hon fortsatte sina skulpturstudier för Nils Sjögren vid Konsthögskolan i Stockholm 1936–1939 innan hon företog en studieresa till Paris och München. Hon började sin karriär som konstnär som skulptör och utförde arbeten i lera, gips, cement, trä och brons samt några polykroma reliefer som gav henne impulsen att arbeta med bildvävnader i textil. Separat ställde hon ut i Varberg 1959 och i Uppsala 1964 och hon medverkade regelbundet i Hallandsringens grupputställningar i Halmstad. Hon medverkade i samlingsutställningar arrangerade av Hallands konstförening och Sveriges allmänna konstförenings utställningar på Liljevalchs konsthall, Föreningen Svenska Konstnärinnors utställning i Graz och Hamburg och föreningens jubileumsutställning på Konstakademien 1960 samt i en internationell utställning på Museum für Völkerkunde i Hamburg. Bland hennes offentliga arbeten märks en gobeläng för en föreläsningssal på Akademiska sjukhuset i Uppsala.